# Slutet på mr Y
Slutet på mr Y är en roman av Scarlett Thomas, utgiven 2006. Boken är den första av Thomas som översatts till svenska, vilket gjordes 2010. Boken är dekonstruktivistisk och problematiserar människans förhållande till sanning, tid och verklighet.

## Handling
Slutet på mr Y är indelad i tre delar. Vidare kan boken sägas innehålla två separata romaner, dels den huvudsakliga romanen (Thomas Slutet på mr Y), dels en fiktiv roman samma namn skriven av Thomas E. Lumas. Scarlett Thomas roman är avhängig Lumas för sin förståelse.

### Del I
Universitetsstudenten Ariel tillbringar sina dagar efterforskandes den fiktive 1800-talsförfattaren Thomas E. Lumas. En dag finner hon ett extremt sällsynt exemplar av dennes roman Slutet på mr Y på ett antikvariat och hon lägger sina sista besparingar på att köpa den. Det ryktas att det vilar en förbannelse över boken: alla som har varit inblandade i dess tillkomst avled kort efter det att den blivit utgiven, däribland författaren själv, förläggaren, redaktören och sättaren. Förbannelsen innebär vidare att även den som läser boken kommer att dö.
Ariel börjar läsa romanen. Hon upptäcker att två sidor saknas, men fortsätter trots detta sin läsning. Långa stycken av Lumas Slutet på mr Y citeras i sin helhet och blir på så sätt ett slags roman i romanen. Gränsen mellan de båda romanerna suddas successivt ut och Ariel finner Lumas krav på att boken ska ses som fiktiv som orimligt. Hon läser vidare och uppslukas av historien. När hon når scenen med de saknade sidorna märker hon att det på dessa måste ha stått viktig information för att kunna förstå historien. 
Hon bestämmer sig för att bryta sig in i professor Burlems (som nu är spårlöst försvunnen) dator, kanske har han de saknade sidorna där? Ariel lokaliserar sidorna liggande i en annan bok på Burlems kontor. Hon läser dem och efteråt blir hon sittande, frestad att tillverka en egen mixtur efter receptet i romanen.

### Del II
Andra delen inleds med att Ariel finner sig oförmögen att förstå de olika beståndsdelarna i receptet. Med hjälp av medicinsk litteratur lyckas hon emellertid att överbrygga sin okunnighet och en efter en införskaffar hon de ingredienser som behövs. Ariel tillverkar mixturen, dricker den och tar sig på så sätt till Troposfären. Hon upptäcker snart att det inte bara är andra människors inre som hon kan "kliva in i", utan även djurs.
Två män i kostym eftersöker Ariel. De är ute efter hennes kopia av Lumas roman. För att undgå männen flyr hon åter in i Troposfären, där hon träffar guden Apollon Smintheus. Kostymmännen har följt efter Ariel, men Apollon håller kvar dessa  så att Ariel kan fly tillbaka till verkligheten. Hon packar det nödvändigaste och flyr hemifrån. Hon träffar Adam som ger henne en fristad i ett kloster. De båda inleder snart en relation.
Ariel tittar igenom Burlems dokument som hon har lagrade på sin Ipod. Hon hittar ett utkast till en roman och förstår snart att en av karaktärerna, Polly, är baserad på Burlems verkliga dotter Molly, som Ariel inte visste fanns.
Ariel träder åter in i Troposfären. Hon upptäcker snart att hon befinner sig i Martin Rose inre, en av de män som jagat henne innan. Det uppdagas nu för Ariel att Martin vill åt receptet i Lumas roman dels för att kunna tillverka egen mixtur, dels för att sälja receptet vidare och tjäna massor med pengar. Ariel erfar vidare att Martin och Ed tänker skicka KIDS (halvautistiska barn) efter henne.

### Del III
För att undgå de halvautistiska barnen flyr Ariel klostret. Hon kontaktar Molly för att se om hon vet något om faderns försvinnande. Efter ett tag lyckas hon lokalisera Burlem och tar sig in i dennes inre. Hon erfar att han fått sitt exemplar av Lumas roman av en kvinna vid namn Lura, vars fader var forskare under andra världskriget. Hon får också veta att hon själv ligger i koma i den verkliga världen, eftersom hon varit inne i Troposfären för länge.
Apollon Smintheus ber Ariel om en tjänst: hon ska åka tillbaka till år 1900 och röra om i huvudet på en viss Miss Abbie Lathrop, en kvinna som föder upp laboratoriemöss. Ariel har nämligen en unik egenskap hon inte vet om: hon kan ändra folks medvetande. Apollon vill alltså att hon ska ta sig in i Lathrops inre och övertala henne att inte föda upp möss, detta för sätta stopp för att dessa plågas och dödas inom den medicinska forskningen.
Ariel lyckas lokalisera Burlem och Lura i den verkliga världen. Efter ett långt samtal framkommer att även de vill dra nytta av Ariels förmåga att ändra människors medvetanden: de vill att hon ska resa tillbaka i tiden och övertala Lumas att aldrig skriva romanen. På så sätt avser de att eliminera såväl Troposfären som receptet på mixturen.
Ariel beger sig till Troposfären. Väl där stöter hon på två KIDS, Michael och Benjy, som går till attack. Hon räddas av Adam, som genom att ge dem godis (vars innehåll inte deklareras) får dem att tyna bort och försvinna. Ariel är överlycklig att ha fått en kompanjon i Troposfären, men oroas för hur länge Adam befunnit sig där (risken finns att han är död i verkligheten).
Ariel och Adam träder in i några laboratoriemöss och tar sig via dessa tillbaka till Lathrops samtid. De förmår henne att upphöra med sin musuppfödning och släppa mössen fria. På samma sätt lokaliserar de Lumas och förmår honom att bränna manuskriptet till Slutet på mr Y. Men Ariel och Adam beger sig inte tillbaka till verkligheten, utan stannar istället kvar i Troposfären. Tillsammans beger de sig till dess yttersta gräns.

### Handlingen i Lumas romanSlutet på mr Y
Romanen inleds med ett förord skrivet i juli 1892, i vilket Lumas påpekar att dennes roman för läsaren kan framstå som en fantasi eller dröm. Han uppmanar vidare läsaren att betrakta romanen som ett strikt fiktivt verk.
Själva romanen inleds med raderna "Vid slutet kommer jag att vara ingen, men från början är jag känd som mr Y". Protagonisten, mr Y, är på väg med tåg från London till Nottingham på en affärsresa. Väl där erfar han att den årliga gåsmarknaden äger rum i staden, varför han ämnar förära denna med ett besök.
Mr Y rör sig längre och längre in på marknadsplatsen och hamnar till slut på en teaterföreställning. Under denna sticks ett svärd genom en av skådespelarna, utan att blodspillan sker. Efter föreställningens slut dröjer sig mr Y kvar för att få en förklaring till det han beskådat och träffar då marknadsdoktorn, som mot betalning erbjuder sig att göra just detta. För att mr Y ska kunna förstå illusionen han just bevittnat ombeds han dricka en mixtur av okänd karaktär. Drycken får mr Y att hallucinera och detta tillstånd tar honom till ett hus tillhörande William Hardy, ägare av den föreställning han just bevittnat. I scenen som följer kliver mr Y telepatiskt in i husägarens medvetande och blir ett med dennes själ. Denna nya värld benämner han "Troposfären".
Mr Y förstår snart att han även kan vandra över till andra människors inre, men vid ett försök att göra så med pojken Peter går något fel och han kastas ut ur William Hardys inre tillbaka till dennes hus. En häst tar honom sedan tillbaka till verkligheten. När han vaknar från sin hallucination har det blivit mörkt och marknadsplatsen ligger öde. Doktorn syns inte till någonstans och mr Y bestämmer sig för att uppskjuta letandet efter denne till dagen efter, varpå han beger sig till sitt hotell.
Nästa dag återvänder mr Y till marknadsplatsen för att finna att teatersällskapet begett sig till Sherwoodskogen. Han beger sig dit, men inget spår syns av doktorn. När han frågar efter denne får han svaret att någon sådan man inte finns. Han beger sig tillbaka till London, men kan inte släppa tanken på de upplevelser han erfarit. Han blir övertygad om att han varit med om något övernaturligt och bestämmer sig att börja klassificera denna övernaturliga värld.
Mr Y:s tillvaro i London besväras av konkurrenten mr Clemency, som tar över alltfler av hans kunder. Mr Y blir fast beslutsam att komma över receptet på doktorns mixtur, för att på så sätt kunna tränga in i mr Clemencys inre och utpressa honom. Mr Y blir så upptagen av detta att han försakar sin sjuke fader och sin fru. Han är på väg ner i ruinens brant.
Mr Y söker upp doktorns tivolisällskap, som nu befinner sig i London. Han finner doktorn och erbjuds att få köpa receptet av denne för trettio pund, vilket han också gör. På den efterföljande sidan beskriver mr Y den undergång som väntar honom.
Mr Y kokar ihop en egen mixtur, dricker den och anländer till Troposfären. Väl där tar sig in i sin frus inre, bara för att upptäcka hur olycklig han gjort henne. På samma sätt förenas han med mr Clemency och erfar att han aldrig kan besegra honom. Bedrövad beslutar mr Y sig för att fara till Troposfärens allra djupaste djup. Han återvänder aldrig och hittas död i sin källare, ihjälsvulten.

## Karaktärer (urval)
- Ariel Manto, bokens protagonist och berättarröst. Hon är doktorand på stadens universitet.
- Saul Burlem, professor i engelsk litteratur och Ariels handledare. Den ende som på allvar har forskat kring 1800-talsförfattaren Thomas E. Lumas. Försvinner mystiskt i början av romanen, men återkommer i den tredje delen.
- Patrick, en litteraturprofessor. Är otrogen mot sin fru med Ariel.
- Emma, Patricks fru. Är otrogen mot Patrick med flera män.
- Luigi, ägare till pizzerian under Ariels bostad.
- Wolfgang, Ariels granne. Han är liten till växten, blond och är ursprungligen från Berlin.
- Heather, en biologidoktorand. Delar kontor med Ariel och Adam på universitetet. Hon besitter en fast tro på vetenskapen och motarbetar religiositet.
- Adam, en teologidoktorand. Delar kontor med Ariel och Heather på universitetet. Erbjuder Ariel en fristad i ett kloster och inleder även en kärleksrelation med henne.
- Apollon Smintheus, en gud i Troposfären. Han är uppträder som en blandning mellan mus och människa, men i verkligheten är han någonting annat. Han var ursprungligen en inkarnation av den grekiske guden Apollon, men har utvecklats till att bli något annat (vad framgår inte). I Troposfären bär han samma attribut som en mus. I texten skrivs hans förnamn som både Apollon och Apollo av okänd anledning.
- Martin Rose, en kostymbeprydd man som eftersöker Ariel. Han är en del av Stjärnljusprojektet, som vill åt Lumas roman och receptet på mixturen.
- Ed, Martin Rose kollega.
- Lura, en bekant till Burlem. Hon äger ett exemplar av Lumas roman, men har dock aldrig läst den. Romanen tillhörde hennes pappa, som var intresserad av dess naturvetenskapliga innehåll.
- Molly, Samuel Burlems dotter.
- Miss Abbie Lathrop, en pensionerad lärarinna som föder upp husmöss för att användas i laboratorieforskning. Levde runt år 1900.
- Michael, ett av s.k. KIDS, dvs. halvautistiska barn. Jagar Ariel för att komma åt Lumas roman. Han jobbar för Stjärnljusprojektet.
- Benjy, Michaels kollega och tillika ett KIDS. Delar Michaels intentioner.

### Karaktärer i Lumas roman
- Mr Y, berättelsens protagonist. Klädeshandlare till yrket.
- Marknadsdoktorn, en man på teatern. Säljer mixturreceptet till mr Y.
- William Hardy, ägare till Hardys spökillusioner och teater. Han benämner sitt inre, sin själ som "Lille Will".
- Mr Clemency, en konkurrent till mr Y inom klädesbranschen i London.
- Peter, en pojke på tivolit. Mr Y försöker träda in i dennes inre.

## Intertextuella referenser (urval)
- Den låda med böcker som Ariel köper på antikvariat i bokens inledning innehåller flera översättningar av Jaques Derrida liksom ett exemplar av Edgar Allan Poes Eureka! i förstaupplaga. Derrida återkommer vid upprepade tillfällen i romanen och är en stor inspiratör för Ariel.
- Teoretikerna Martin Heidegger och Jacques Lacan. Den förra kan, liksom Derrida, sägas utgöra en inspiration för Ariel.
- Thomas E. Lumas sägs ha slagit Charles Darwin i ansiktet. Lumas sägs vidare ha föredragit Jean-Baptiste de Lamarcks teorier före Darwins.
- Lumas kritiserar i insändare Aristoteles och Francis Bacon.
- Författarna William Shakespeare, Samuel Butler, Thomas Hardy, Tennyson, Edwin Abbott Abbott, Allen Ginsberg, Charles Bukowski, Jean Baudrillard, Mary Shelley, Jean-Paul Sartre, Albert Camus, Platon, Charles Dickens och Arthur Conan Doyle.
- Karaktärerna Mina Murray och Jonathan Harker från Bram Stokers Dracula.
- Leonardo da Vincis målning Mona Lisa.
- Skulptören Auguste Rodins verk Le Penseur.
- Kompositörerna Händel och Wagner.
- Vetenskapsmannen Albert Einstein.
- Artisten Tom Waits.
- Adolf Hitler ska enligt rykten ha ägt ett exemplar av Lumas roman.

## Mottagande
Boken fick ett i huvudsak gott mottagande när den kom. I Sverige berömde tidningen ETC formgivningen och skrev vidare följande: "Stor underhållning. Otyglad fantasi, snygga lån från Doyle och Poe, en het kärlekshistoria, och framför allt originalitet, nej, du har inte läst det förut. Betyget hade blivit ett snäpp högre, minst, om det inte vore för att den avslutande epilogen skulle kunna placeras över predikstolen i någon frikyrka." Upsala Nya Tidning kallade boken för "en ovanlig och färgsprakande läsupplevelse". Tidningen Kulturen skrev "Det är spännande läsning, där fantastik och realism blandas. Det övernaturliga utforskas och magin är inte att ta miste på."

## Övrigt
Protagonistens namn, Ariel Manto, är ett anagram för "I am not real".